# Hilara akitae
Hilara akitae är en tvåvingeart som beskrevs av Frey 1952. Hilara akitae ingår i släktet Hilara och familjen dansflugor. Inga underarter finns listade i Catalogue of Life.